# Family Portrait (песня)
«Family Portrait» (с англ. — «Семейный портрет») — песня, написанная Пинк и Скоттом Сторчем для второго альбома Пинк Missundaztood (2001). Повествует об отношениях в расколовшейся семье, описывая конфликт глазами ребёнка. Композиция была выпущена в качестве четвёртого — заключительного — сингла альбома в декабре 2002 года. Высшими достижениями песни в престижных чартах стали 20-я строка американского Billboard Hot 100 и 11-я позиция UK Singles Chart.

## Музыка и структура
«Family Portrait» написана в ключе до минор, в двухдольном размере. Темп песни составляет 88 ударов в минуту. Песня разделена на музыкальные фразы по четыре такта с аккордовой последовательностью i-iv-III-ii-V.
Пинк сказала журналу Q, что из-за песни у неё появились проблемы с мамой, после того как она назвала её сумасшедшей в ней (это было не в этой песне, а в «My Vietnam»). Певица добавила: «Она пошла в The National Enquirer. Мы сейчас смеёмся над этим, но это был не самый лучший способ обратиться с семейными проблемами».

## Клип
В клипе для «Family Portrait» Пинк играет молодую девушку, которая всё ещё не отошла от проблем, связанных с разводом её родителей. Это отражено на маленькой девочке, которая изображает Пинк в детстве, её сыграла Келси Льюис. На протяжении клипа маленькая Пинк пытается обратить внимание на её детство разными способами: делает завтрак из овсяных хлопьев, как она любила в детстве, и мешает ей на сеансах терапии. Пинк сначала ни в какую не слушает себя маленькую, до перехода в песне. После этого Пинк соглашается с условиями своего детства, так как это отражается в том, что маленькая она присоединяется к семье в телевизоре.

## Список композиций и форматы
Британский CD 1
1. «Family Portrait» (версия для радио) — 3:50
2. «Family Portrait» (альбомная версия) — 4:56
3. «My Vietnam» (Live At La Scala) — 5:19
4. «Family Portrait» (клип)

Американский CD 2
1. «Family Portrait» (версия для радио) — 3:49
2. «Just Like a Pill» (Jacknife Lee Mix) — 3:46
3. «Just Like a Pill» (инструментальная версия) — 3:52

## Чарты
| Чарт (2002/2003)                         | Наивысшая позиция |
| ---------------------------------------- | ----------------- |
| Australian ARIA Singles Chart            | 11                |
| Australian Airplay Chart                 | 4                 |
| Austrian Singles Top 75                  | 11                |
| Belgium UltraTop 50                      | 8                 |
| Canadian Singles Chart                   | 30                |
| Danish Top 20 Singles                    | 6                 |
| Dutch Top 40                             | 5                 |
| Finland Top 20 Singles                   | 12                |
| French Top 100 Singles                   | 23                |
| Germany Top 100                          | 8                 |
| New Zealand Top 50 Singles               | 5                 |
| Romanian Top 100 Singles                 | 2                 |
| Swedish Singles Top 60                   | 5                 |
| Swiss Singles Top 100                    | 18                |
| UK Singles Top 75                        | 11                |
| Американский Billboard Hot 100           | 20                |
| Американский Billboard Top 40 Mainstream | 5                 |
| Американский Billboard Top 40 Tracks     | 10                |

## Сертификации
| Страна  | Сертификация | Продажи   |
| ------- | ------------ | --------- |
| Продажи | Платина      | 2 500 000 |